# Lenon Fernandes Ribeiro
Lenon Fernandes Ribeiro (* 2. Mai 1990 in Rio de Janeiro) ist ein brasilianischer Fußballspieler. Er wird auf der Position eines defensiven rechten Mittelfeldspielers eingesetzt.

## Karriere
Lenon startete seine Laufbahn in den Nachwuchsbereichen des Madureira EC und von CR Flamengo. Obwohl noch dem Jugendkader angehörend, spielte er bei Flamengo ab der Saison 2009 zeitweise im Profikader mit. Sein Debüt gab er in der Staatsmeisterschaft von Rio de Janeiro, welche er mit Flamengo gewinnen konnte. Im Zuge des Gewinns des fünften Meistertitels trat er 2009 in neun Spielen an (kein Tor). Am 5. August 2009, dem 17. Spieltag der Saison, lief er als Einwechselspieler in der Série A zuhause gegen den Goiás EC auf. Mit Flamengo gab er in dem Jahr auch sein Debüt auf internationaler Klubebene. In der ersten Runde der Copa Sudamericana 2009 trat er am 12. August gegen den Lokalrivalen Fluminense FC an, wie auch im Rückspiel stand er in der Anfangsformation.
Nachdem Lenon bei Flamengo in der Meisterschaft 2010 lediglich viermal auf der Reservebank saß, wurde er im September bis Saisonende im Dezember an den Ligakonkurrenten Goiás ausgeliehen. Zur Saison 2011 kehrte Lenon nicht zu Flamengo zurück. Für die Spiele um die Staatsmeisterschaft kam er zum Duque de Caxias FC und für die Meisterschaftsrunde in die Série B zu Náutico Capibaribe. Im Dezember des Jahres wurde das Leihgeschäft verlängert. Das genaue Ende des Vertrages mit Náutico ist unbekannt. In der Saison 2012 kam er bis April noch zu fünf Spielen (ein Tor), davon zwei in der Staatsmeisterschaft von Pernambuco und drei im Copa do Brasil 2012. Im September wurde er von Flamengo an Sport Recife ausgeliehen. Zu Einsätzen kam Lenon bis Saisonende Anfang Dezember nicht mehr.
Auch zur Saison 2013 spielte Lenon keine Rolle in der Kaderplanung von Flamengo und wurde zur Staatsmeisterschaft an den Macaé Esporte FC ausgeliehen. Für die Meisterschaftsrunde 2013 kam er als Leihe in die Série C zurück zu Duque de Caxias. Nach Abschluss der Saison lief sein Kontrakt mit Flamengo aus und Lenon wurde zur Saison 2014 fest von Caxias übernommen. Ein Jahr verließ er den Klub wieder und unterzeichnete beim AD Cabofriense. Nachdem Lenon im Zuge der Staatsmeisterschaft mit seinen Leistungen überzeugen konnte, wurde er bis Ende 2016 vom Guarani FC verpflichtet. Im Dezember 2016 erhielt Lenon bei Guarani einen Vertrag bis Ende 2018.
Im Zuge der Série A2 der Staatsmeisterschaft von São Paulo 2018 machte Lenon wieder mit so guten Leistungen auf sich aufmerksam, so dass der CR Vasco da Gama ihn im Zuge der laufenden Meisterschaft 2010 in die Série A verpflichtete. Kurz bevor zu Vasco ging verlängerte Lenon mit Guarani bis Ende 2019. Bei Vasco kam er aufgrund einer Verletzung nur zu wenigen Einsätzen und musste daher zu Guarani zurückkehren.
Noch vor Auslaufen seines Vertrages mit Guarani am 3. Januar 2020, wurde am 26. Dezember 2019 sein neuer Kontrakt beim Cuiabá EC bekannt gegeben. In der Série B 2020 schaffte der Klub am vorletzten Spieltag erstmals den Aufstieg in die Série A. Lenon bestritt dabei fünf von 38 möglichen Spiele. Danach verließ Lenon den Klub. Erst zur Austragung der Série B 2021 erhielt er einen neuen Vertrag bei Associação Portuguesa de Desportos.
Nachdem sein Vertrag mit dem Klub nicht verlängert worden war, wechselte Lenon zur Saison 2022 zum Barra FC aus Santa Catarina. Nach Austragung der Staatsmeisterschaft von Santa Catarina wechselte der Spieler zum Oeste FC, mit welchem er in der Série D (15 Spiele, kein Tor) und im Staatspokal von São Paulo (vier Spiele, kein Tor) antrat.
Für die Saison 2023 erhielt Lenon einen Vertrag bei der AD Confiança. Fürs Folgejahr ging es dann zum Botafogo FC (PB) und 2025 zum Capital CF.

## Erfolge
Flamengo
- Taça Rio: 2009
- Staatsmeisterschaft von Rio de Janeiro: 2009
- Campeonato Brasileiro de Futebol: 2009

Guarani
- Staatsmeisterschaft von São Paulo Série A2: 2018